# Kanchanaphisek-Brücke
Die Kanchanaphisek-Brücke (Thai สะพานกาญจนาภิเษก, „Brücke des Goldenen Jubiläums“) ist eine sechsspurige Schrägseilbrücke über den Mae Nam Chao Phraya (Chao-Phraya-Fluss) in der Provinz Samut Prakan. Sie ist bislang die mündungsnächste Querung des Chao Phraya. Die Kanchanaphisek-Brücke ist Teil der Äußeren Ringstraße von Bangkok (Thanon Kanchanaphisek) und wurde vom Architekturbüro Parsons Brinkerhoff entworfen.
Die Kanchanaphisek-Brücke wurde am 15. November 2007 nach dreijähriger Bauzeit offiziell dem Verkehr übergeben. Die Spannweite des Mittelteils liegt bei 500 Metern, ihre Gesamtlänge bei 941 Metern. Die Gesamthöhe ist etwa 188 Meter, die freie Höhe der Fahrbahn beträgt etwa 50 Meter.
Entgegen Plänen für eine Maut war die Befahrung mindestens bis zum September 2008 frei.

## Galerie

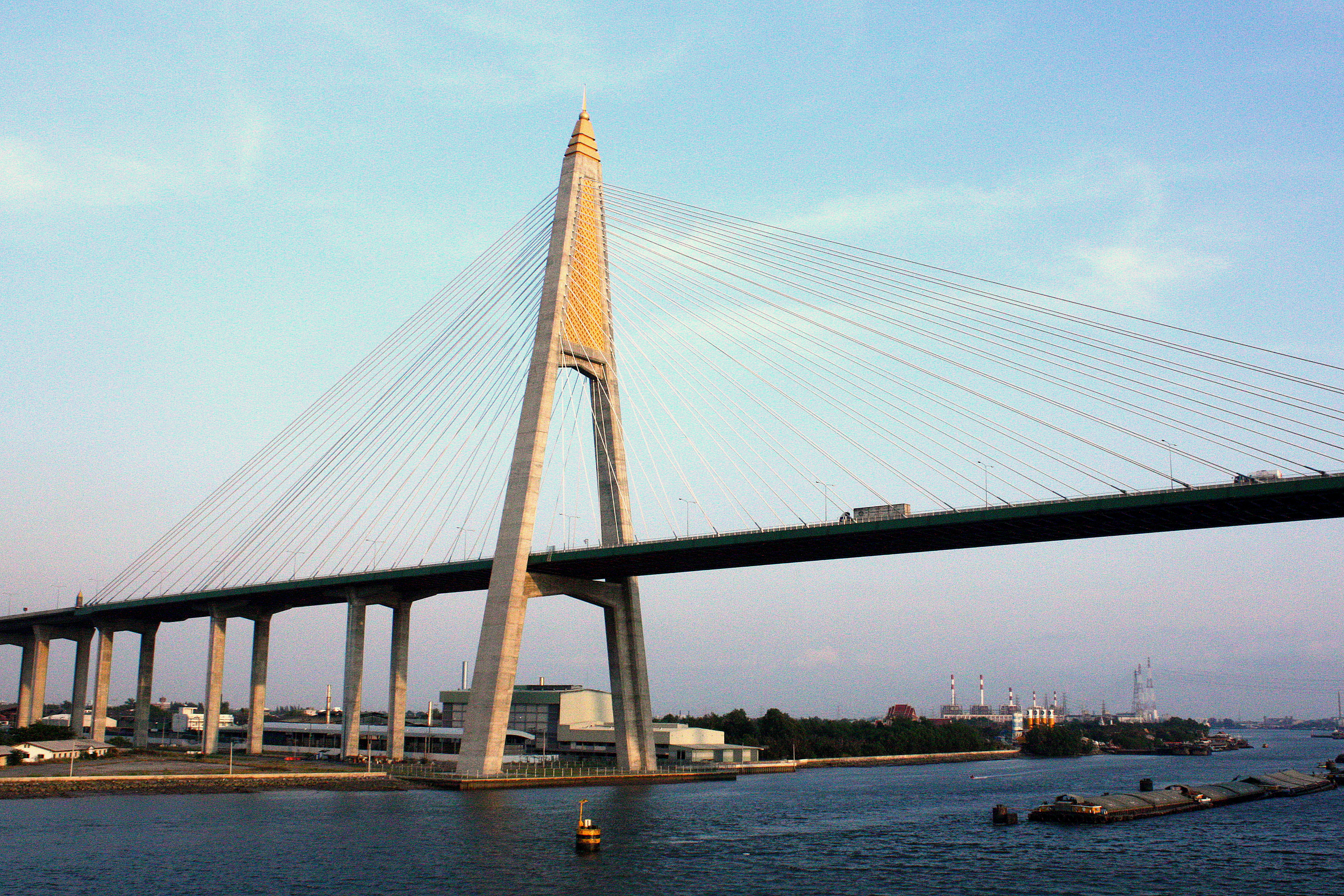
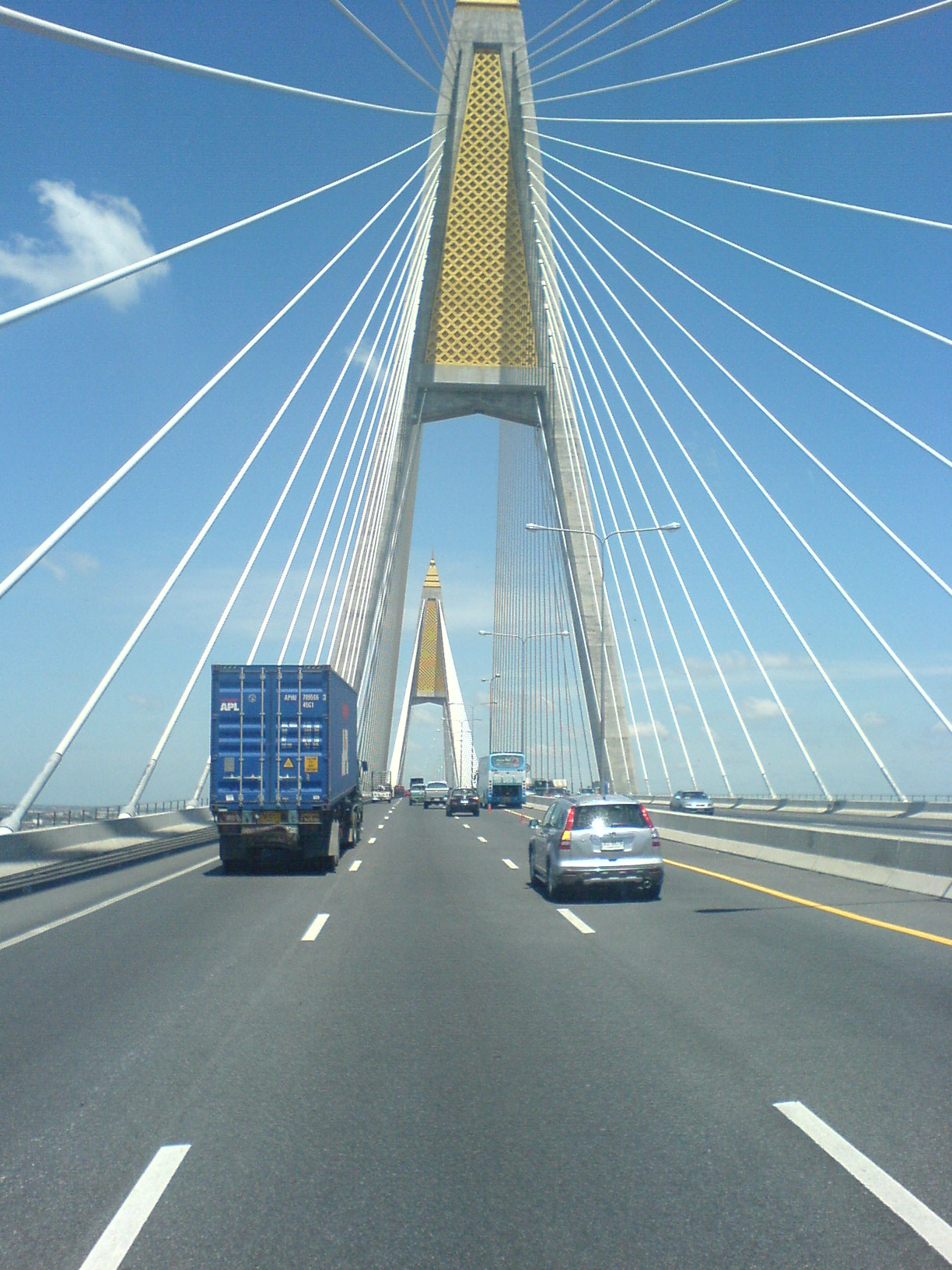
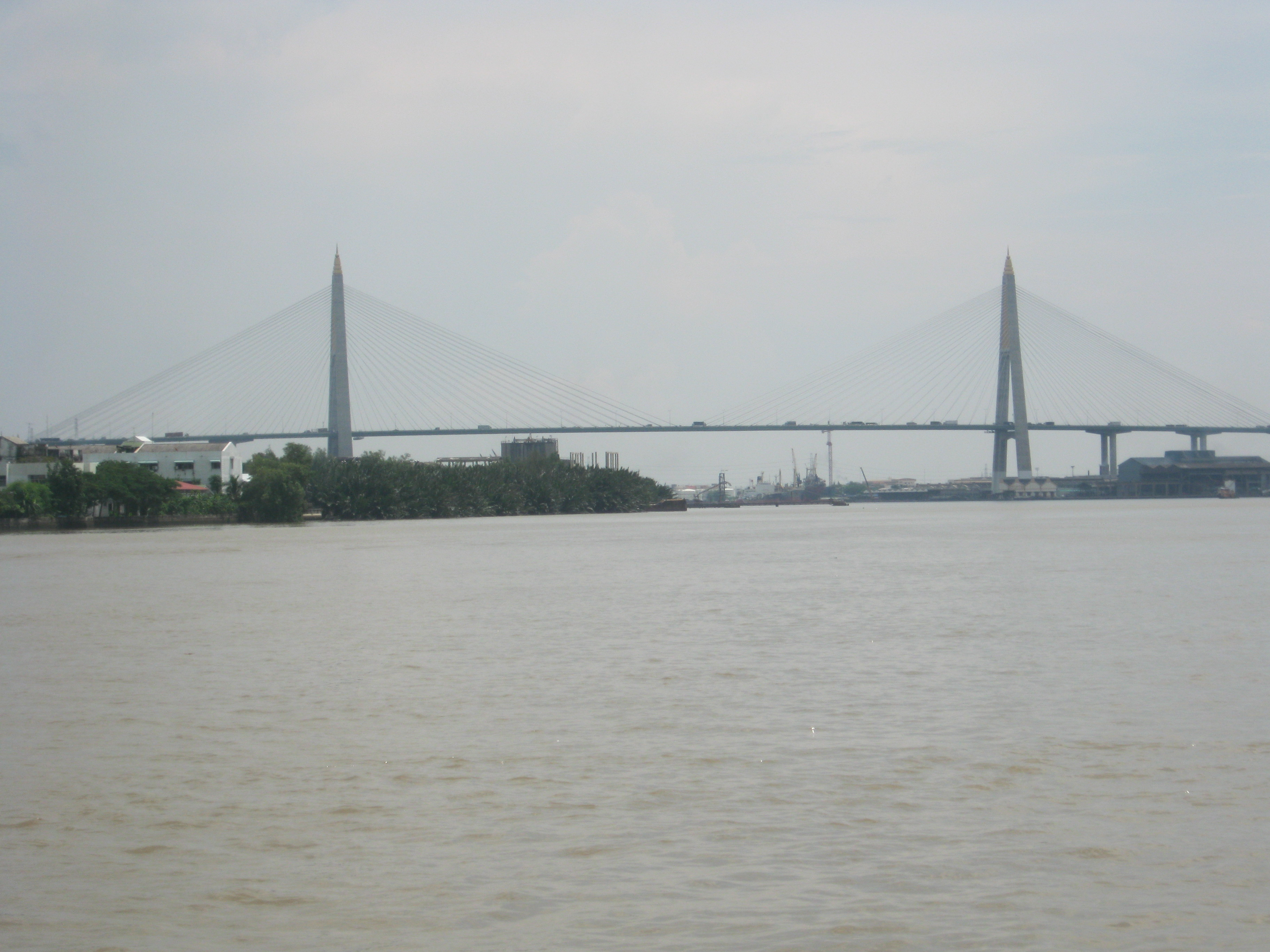